# 阿凱魯
36°47′57″N 4°25′14″E / 36.79917°N 4.42056°E

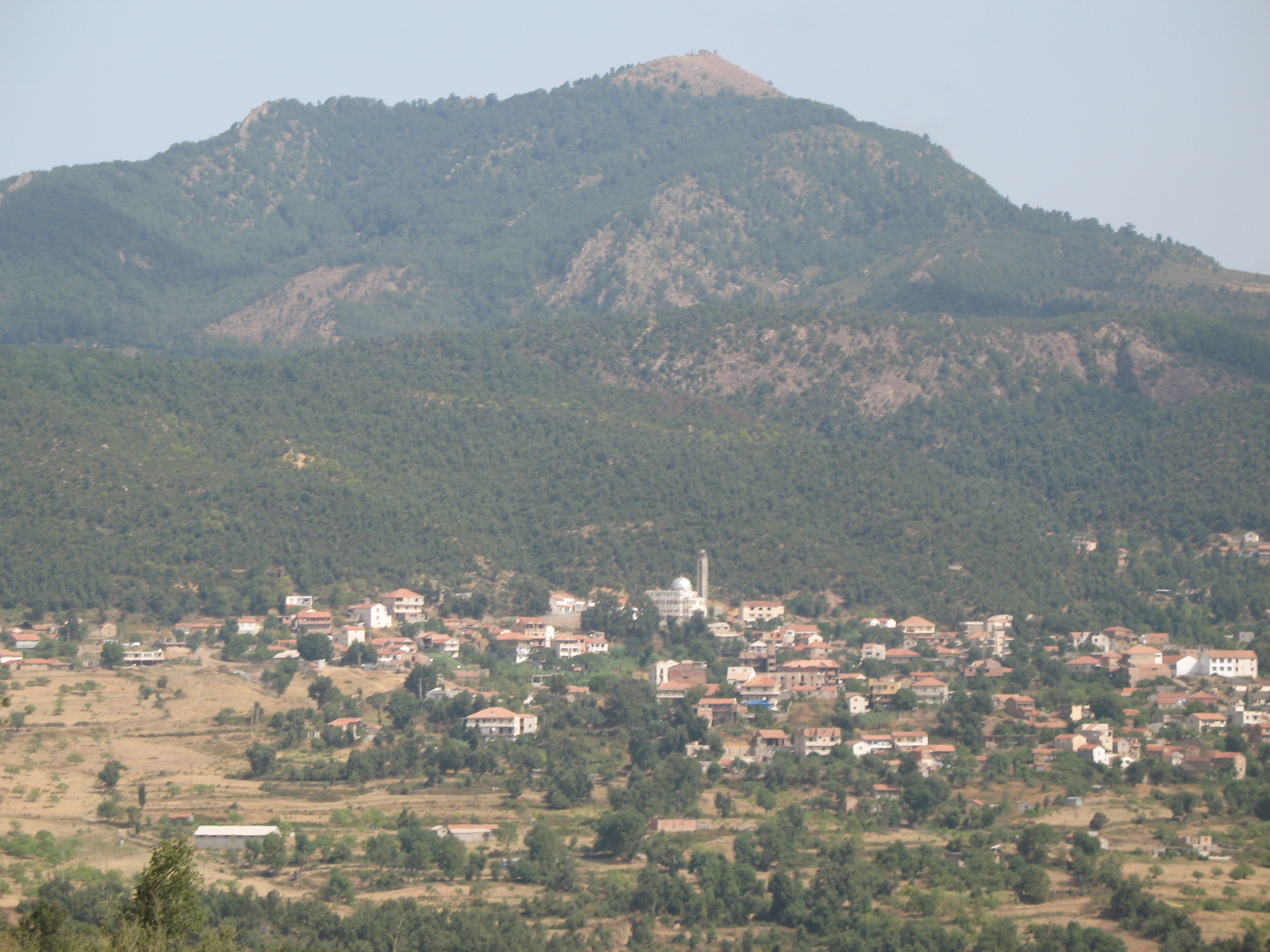

阿凱魯（阿拉伯语：‎），是阿爾及利亞的城鎮，位於該國北部提濟烏祖省，由阿宰豐區負責管轄，面積42平方公里，2008年人口4,660，人口密度每平方公里112人。